# Куклен
Ку́клен (болг. Куклен) — город в Болгарии. Находится в Пловдивской области, входит в общину Куклен. Население составляет 6131 человек (2022).

## Политическая ситуация
Кмет (мэр) общины Куклен — Димитр Крыстев Сотиров (инициативный комитет) по результатам выборов в правление общины.